# Красная Поляна (Карагандинская область)
Кра́сная Поля́на (каз. Красная Поляна) — село в Шетском районе Карагандинской области Казахстана. Административный центр Краснополянского сельского округа. Находится на правом берегу реки Шерубайнура, примерно в 69 км к северо-западу от села Аксу-Аюлы, административного центра района, на высоте 583 метров над уровнем моря. Код КАТО — 356467100.

## Население
В 1999 году численность населения села составляла 786 человек (405 мужчин и 381 женщина). По данным переписи 2009 года, в селе проживало 622 человека (301 мужчина и 321 женщина).